# كمال الجبري
كمال الجبري 1964م هو سياسي من اليمن. ولد في صنعاء.

## مناصب
شغل عدداً من المناصب منها :
- ـ مدير عام المؤسسة العامة للاتصالات السلكية واللاسلكية.
- - رئيس مجلس إدارة شركة يمن موبايل.
- ـ عضو مجلس إدارة الهيئة العامة للبريد والتوفير البريدي.
- ـ عضو مجلس إدارة المؤسسة العامة للاتصالات.
- ـ نائب رئيس مجلس إدارة شركة الاتصالات الدولية تليمن.
- ـ مدير السنترالات بشركة الاتصالات الدولية تليمن.
- ـ مدير الإنترنت والهاتف السيار بشركة الاتصالات الدولية تليمن.
- تولى منصب وزير الاتصالات وتقنية المعلومات (5 أبريل 2007–11 يونيو 2011).

## المؤهلات العلمية
حصل على بكالوريوس إلكترونيات من الولايات المتحدة الأمريكية جامعة ميامي في العام 1990م.
| المناصب السياسية              | المناصب السياسية                                             | المناصب السياسية      |
| ----------------------------- | ------------------------------------------------------------ | --------------------- |
| سبقه عبد الملك سليمان المعلمي | وزير الاتصالات وتقنية المعلومات 5 أبريل 2007 - 11 يونيو 2011 | تبعه كمال حسين الجبري |